# Stilwell (Oklahoma)
Pour les articles homonymes, voir Stilwell.
La ville américaine de Stilwell est le siège du comté d’Adair, dans l’État d’Oklahoma. Lors du recensement de 2000, elle comptait 3 276 habitants.

## Source
- (en) Cet article est partiellement ou en totalité issu de l’article de Wikipédia en anglais intitulé « Stilwell, Oklahoma » (voir la liste des auteurs).